# Gerberga di Provenza
Gerberga (... – 1115) fu contessa di Provenza e contessa consorte di Gévaudan.

## Origine
Figlia secondogenita del conte di Provenza, Goffredo I e della moglie Stefania o Dolce (?- dopo il 1096, anno in cui Stefania fece una donazione per l'anima del figlio Bertrando), come viene riportato a pagina 529 delle Note dell'Histoire Générale de Languedoc, Tome IIref name=Languedoc/>; secondo lo storico Szabolcs de Vajay, Stefania era viscontessa di Marsiglia, figlia del visconte di Marsiglia, Guglielmo II.
Goffredo I di Provenza era figlio terzogenito del conte di Provenza, Guglielmo II e della moglie Gerberga di Borgogna (?-1026), figlia del conte e duca Ottone I Guglielmo di Borgogna, come testimonia il monaco cluniacense e cronista, Rodolfo il Glabro (958-1026) e di Ermentrude di Reims (950-?), Contessa di Mâcon e Besançon.

## Biografia
Nel 1083 circa sposò il conte Gilberto I di Gévaudan, come ci viene confermato dalla Ex Brevi Historia Comitum Provinciæ e familia comitum Barcinonensium.
Nel 1093 circa, alla morte del fratello, Bertrando II di Provenza, Gerberga gli succedette nel titolo di contessa di Provenza, in quanto la figlia di Bertrando, Cecilia, al momento del suo matrimonio col il visconte Bernardo IV d'Albì (?-1129), aveva ricevuto una ricca dote, mentre lei al momento del suo matrimonio non aveva ricevuto nessuna dote. In realtà il governo della contea passò alla madre, che da quel momento si fece chiamare Dolce, e che si accordò con il conte di Saint-Gilles, Raimondo a cui, secondo le Mémoires pour servir à l'histoire des comtés de Valentinois et de Diois, andò il titolo di marchese di Provenza.
Gerberga subentrò alla madre, nel governo della Provenza verso la fine del secolo.
Nel 1110 circa, rimase vedova, il marito Gilberto fu assassinato da un nobile provenzale dei Brussans-Palliol.
Nel 1112, anche in conseguenza dell'omicidio del marito, diede la figlia Dolce in sposa al conte di Barcellona, Raimondo Berengario III, cedendo alla coppia il governo della contea.
Gerberga morì nel 1115.

## Discendenza
Gerberga e Gilberto ebbero due figlie:
- Dolce[1] (?-1130), sposò il conte Raimondo Berengario III di Barcellona (1082-1137).
- Stefania (?-1160), sposò, nel 1116, il signore Raimondo I di Baux (?-1150), come ci viene confermato dal documento n° 40 dell'Inventaire chronologique des chartes de la famille de Baux[9]. Stefania appoggiò i figli Ugo e Bertrando( che ne uscirono sconfitti) nella guerra di successione di Baux (1144-1162) per il possesso della Provenza.

### Fonti primarie
- (LA)  Cartoulaire de Marseille Saint-Victor Tome I.
- (LA)  Recueil des Chartes de l'Abbaye de Cluny, tome III.
- (LA)  Histoire Générale de Languedoc, Tome V, Preuves, Chartes et Diplômes.
- (LA)  Rodulfi Glabri Historiarum Libri Quinque.
- (LA)  Rerum Gallicarun et Francicarum Scriptores, Tome XII.

### Letteratura storiografica
- Louis Halphen, La Francia nell'XI secolo, in «Storia del mondo medievale», vol. II, 1979, pp. 770–806
- Louis Halphen, Il regno di Borgogna, in «Storia del mondo medievale», vol. II, 1979, pp. 807-821
- Z. N. Brooke, "Gregorio VII e la prima disputa tra impero e papato", cap. XII, vol. V della Storia del Mondo Medievale, 1980, pp. 353-421.
- Paul Fournier, Il regno di Borgogna o d'Arles dall'XI al XV secolo, in «Storia del mondo medievale», vol. VII, 1981, pp. 383–410
- (FR)  Mémoires pour servir à l'histoire des comtés de Valentinois et de Diois.
- (FR)  Inventaire chronologique des chartes de la famille de BauxI.